# Hymne des tsars
L'Hymne des tsars ou Dieu protège le tsar, en russe Боже, Царя храни! (Boje, Tsarya khrani!), était l'hymne national de l'Empire russe de 1833 jusqu'à sa chute après la révolution de 1917. Il fut alors remplacé par La Marseillaise des travailleurs par le gouvernement provisoire révolutionnaire.
Il fut composé en 1833 par le général et violoniste Alexeï Lvov pour un concours organisé par Nicolas Ier. L'hymne fut interprété pour la première fois lors du seizième anniversaire du tsarévitch Alexandre Nicolaïevitch de Russie (le futur Alexandre II). Les paroles sont du poète romantique Vassili Joukovski. Elles sont inspirées — au moins pour le titre — par un thème polyphonique de la cour impériale byzantine « Κύριε, σῶσον τοὺς δεσπότας τῶν Ῥωμαίων », « Seigneur, sauve l'empereur des Romains », c'est-à-dire le César (ou « Tsar »).
L’Empire Romanov utilise cette chanson comme hymne national.
Le thème mélodique de cet hymne fut souvent repris par les compositeurs russes, et notamment par Tchaïkovski, qui l'utilise dans son Ouverture solennelle 1812, la Marche slave ou encore son Ouverture solennelle sur l'hymne national danois.
De nos jours, le Chœur des Cosaques de l'Oural débute leurs concerts par l'Hymne des Tsars.

## Paroles
| Paroles en russe | Translittération | Traduction en français |
| --- | --- | --- |
| Боже, Царя храни! Сильный, державный, Царствуй на славу, На славу нам! ( 2x :) Царствуй на страх врагам, Царь православный. Боже, Царя храни! ( 2x :) | Boje, Tsarya khrani! Sil'niy, derjavniy, Tsarstvuy na slavu, Na slavu nam! ( 2x :) Tsarstvuy na strakh vragam, Tsar' pravoslavniy. Boje, Tsarya khrani! ( 2x :) | Dieu, protège le Tsar! Fort et puissant. Règne excellemment, à notre gloire! ( 2x :) Règne à la peur des ennemis Oh, le Tsar orthodoxe. Dieu protège le Tsar! ( 2x :) |

## Sources
- Le chœur des cosaques de l'Oural
- Alexandre II de Russie de Henri Troyat

- (en) Cet article est partiellement ou en totalité issu de l’article de Wikipédia en anglais intitulé « God Save the Tsar! » (voir la liste des auteurs).